# Pompe à incendie
Pour les articles homonymes, voir Pompe (homonymie) et Pompe à eau.
Une pompe à incendie est une pompe à eau destinée à la lutte contre les incendies.

## Histoire
La première pompe à incendie est une pompe à bras, actionnée par la suite par la force de la vapeur et remplacée ensuite par des pompes à essence.
La pompe à piston est conçue par Ctésibios au IIIe siècle av. J.-C. à Alexandrie, mais elle n'est réellement mise en pratique que par les romains.

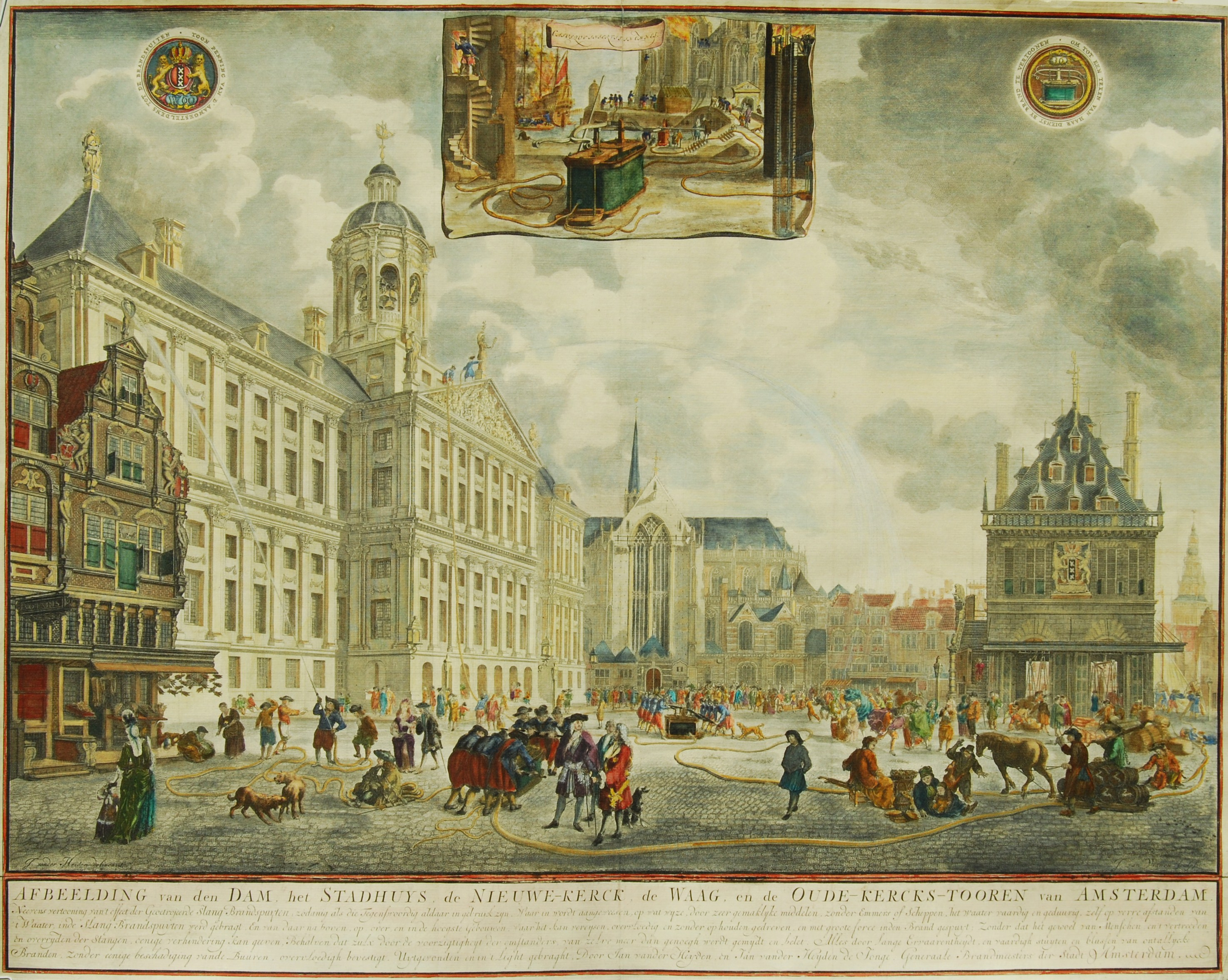
Pompe à incendie par Jan van der Heyden, Amsterdam, 1680.

Jan van der Heyden contribue dans les Provinces-Unies à l'invention ou amélioration du tuyau d'incendie en 1672.

### Pompes et pompiers à Paris
À Paris, des pompes à incendie à bras sont mises en œuvre sous l'administration du lieutenant de police d'Argenson tout à la fin du XVIIe siècle. Le modèle utilisé est importé des Pays-Bas d'après les modèles de Jan Van der Heiden par l'acteur de la Comédie Française François Dumouriez du Perrier, considéré comme le premier pompier de France. Dumouriez du Perrier en fait la démonstration au roi Louis XIV, qui lui accorde en 1699 le privilège de la fabrication et de la commercialisation de ces pompes.
Les vingt pompes (pour les vingt quartiers de Paris) sont financées par une loterie le 12 janvier 1705 et sont utilisées avec succès dans un incendie au Petit Saint-Antoine. De nouvelles pompes, au nombre de 36, ainsi que 32 hommes pour les actionner sont financés à hauteur de 6 000 livres par ordonnance le 23 février 1716. Le nombre de ces « gardes-pompes du roi pour les incendies », à présent en uniforme, est porté à 60 hommes en 1722. À la fin du règne de Louis XV, ces pompiers et leurs 25 pompes sont répartis en douze corps de garde munis de dépôt des pompes gardés en permanence par deux gardes.
En 1839, les sapeurs-pompiers forment un bataillon de 636 hommes dont 16 officiers, avec 73 pompes mobiles, deux pompes sur bateau et d'autres dans des établissements publics (théâtres...). Les hommes sont répartis dans quatre casernes et l'état major est au 20 quai des Orfèvres. Chaque jour 134 hommes sont postés aux abattoirs et dans les spectacles, et 162 sont répartis dans les 40 corps de garde.

### Pompes à vapeur

Départ des pompiers avec leur pompe à vapeur.

Les pompes à vapeur n'entraient pas en action immédiatement : il fallait brûler du bois ou du charbon pour créer d'abord de la pression ; à cette époque les pompes n'avaient pas d'eau dans une citerne, il fallait l'aspirer sur place. À présent, les fourgons d'incendie emmènent leur propre réserve d'eau dans une tonne située à l'arrière. Les pompes à incendie étaient remisées dans des locaux appelés « salle des pompes » ou « dépôts d'incendie ».
L'invention par Jean-Baptiste Launay (1768-1827), d'une pompe à incendie dit aussi tonneau hydraulique, servit pour la première fois lors de l'incendie qui se déclara dans l'hôtel particulier de la comtesse de Coligary le 29 octobre 1819. Cette machine lançait l'eau de la place Beauvau à hauteur du troisième étage.
Vers 1657, 28 hommes pouvaient manœuvrer une pompe qui propulsait un jet d'eau d'un diamètre de trois centimètres à 80 pieds de hauteur (soit une vingtaine ou une trentaine de mètres environ). En 1670 fut imaginé la tuyau de cuir à Amsterdam.
En 1830, avec la machine à vapeur d'une puissance de six chevaux et d'une masse de 2 500 kilogrammes, il était possible de propulser 600 litres d'eau par minute à une hauteur de 90 pieds (soit une trentaine de mètres environ).
En 1873, à New-York, une machine à vapeur permet de lancer de l'eau par un tuyau de 4 centimètres à une hauteur de 46 mètres.
En 1898, aux États-Unis, certaines pompes automobiles à vapeur pouvaient se déplacer à une vitesse supérieure à vingt kilomètres à l'heure et déverser 1 200 litres à la minute à une hauteur de 40 mètres.

## Galerie

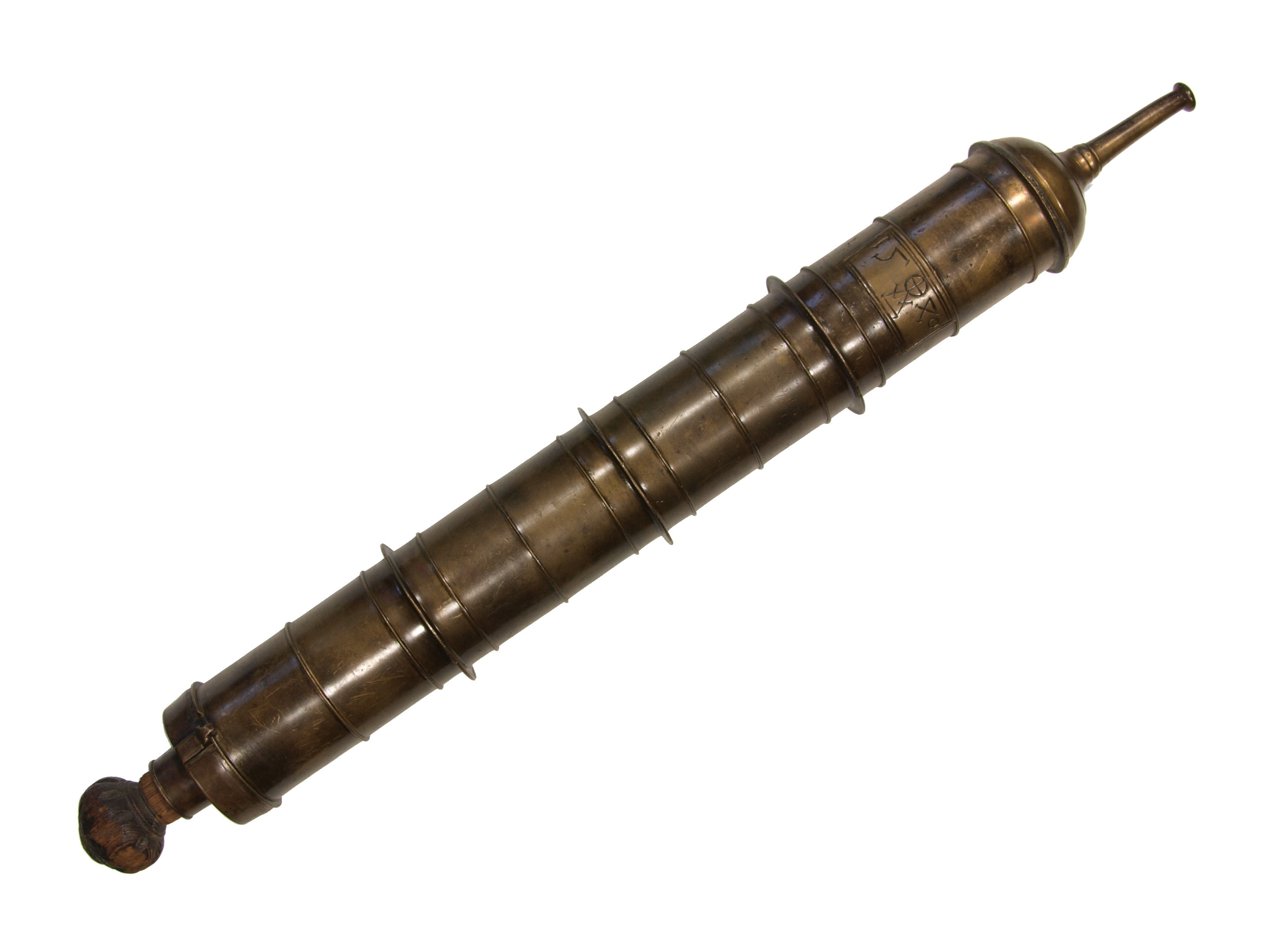
Pompe à incendie à main de 1540.
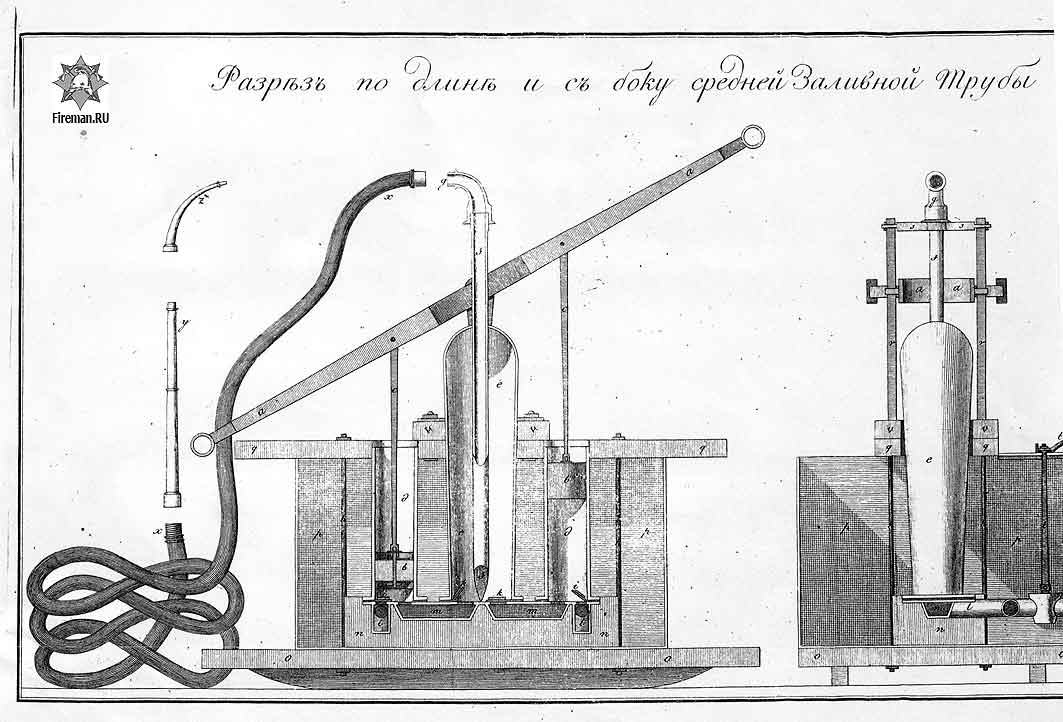
Gravure d'une pompe à incendie (1808).
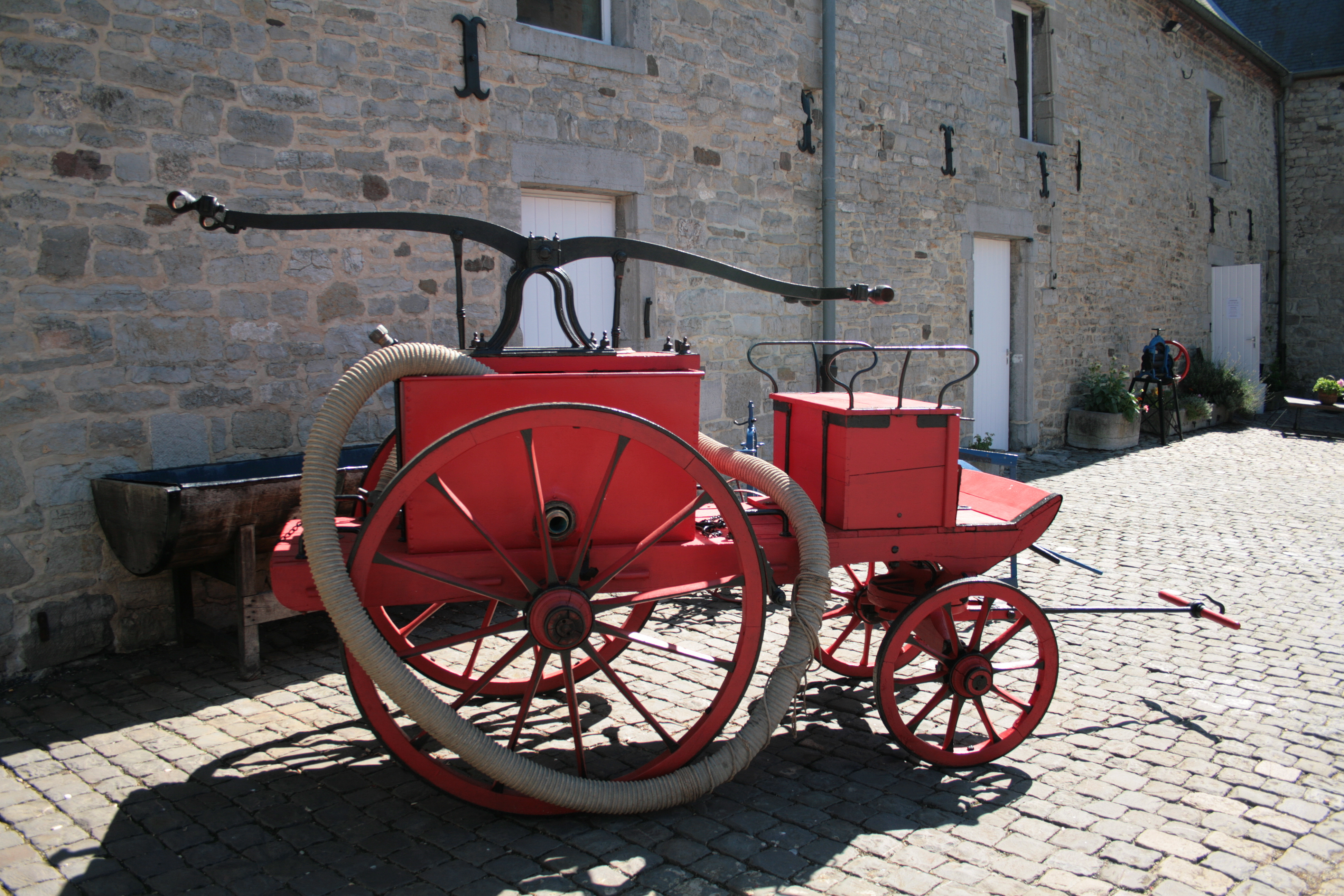
Écomusée de Treignes (Belgique).
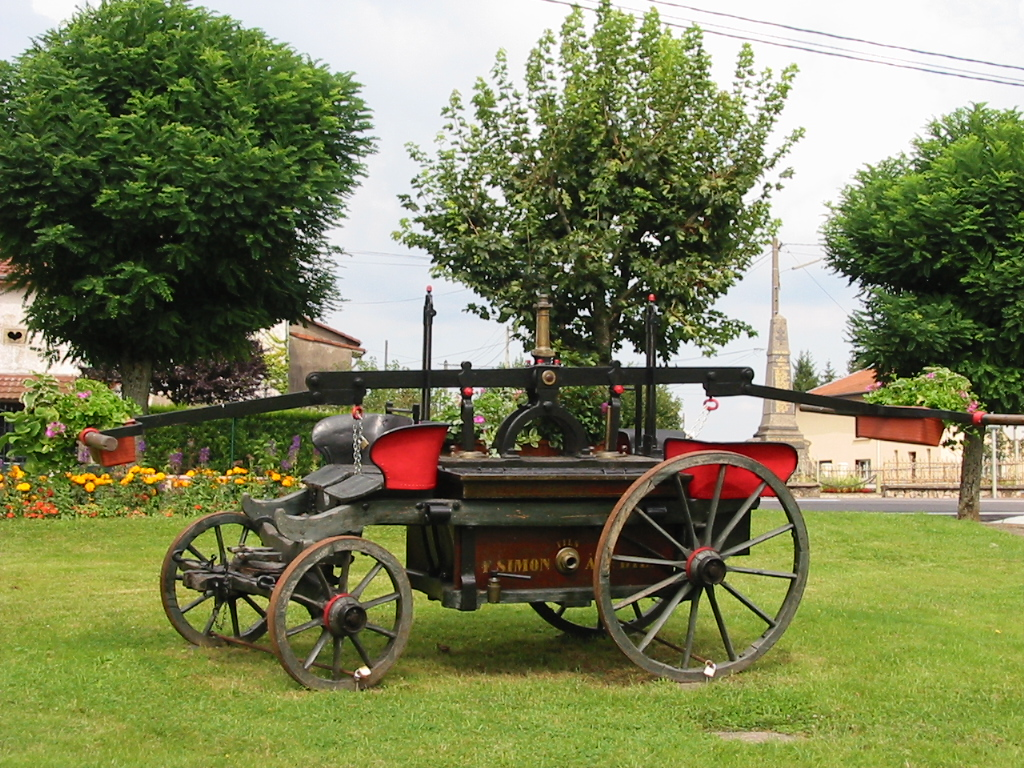
Pompe à bras exposée à Chenevières (France).
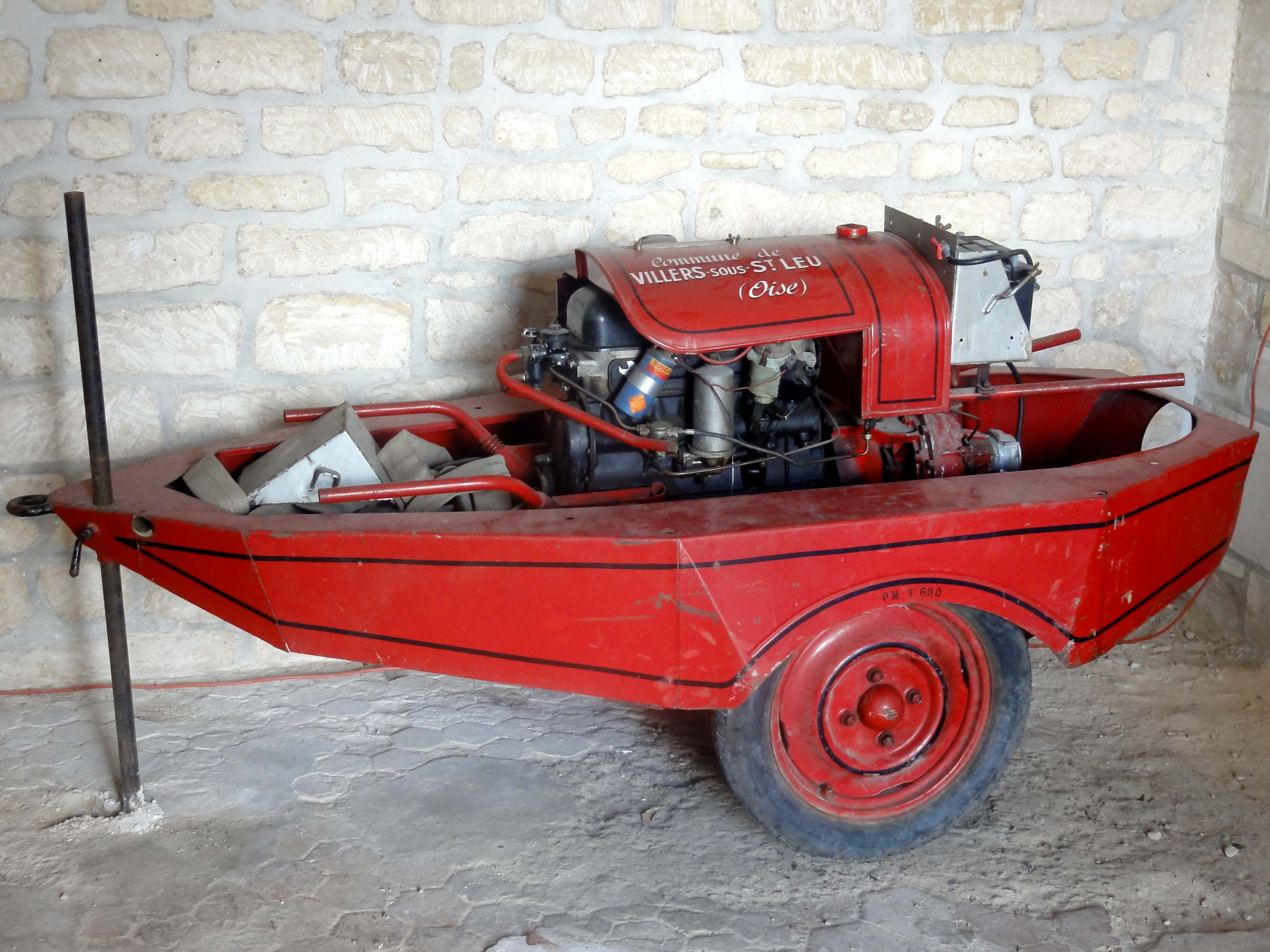
Pompe à moteur, Villers-sous-Saint-Leu (France).
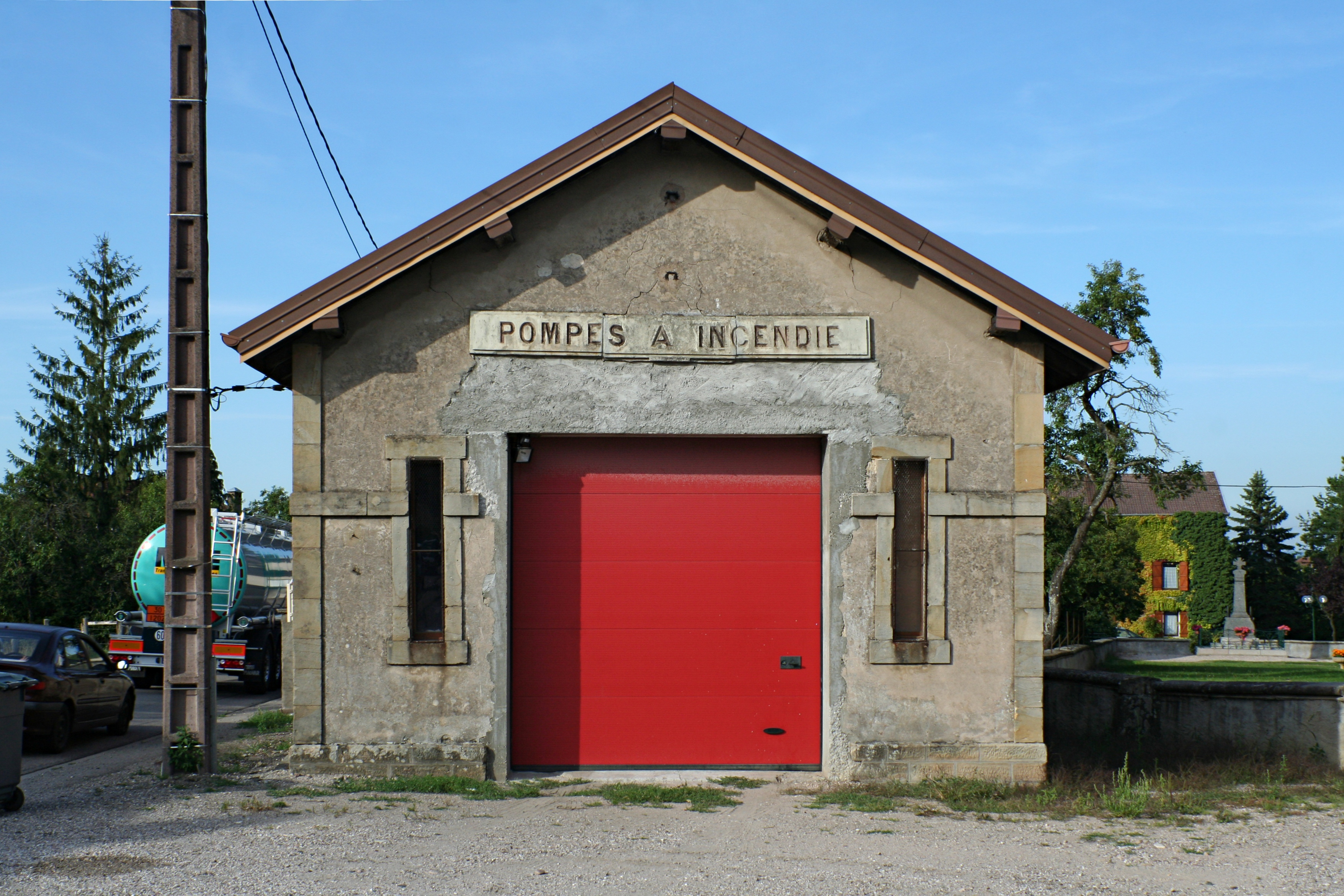
Salle des pompes à Padoux (France).
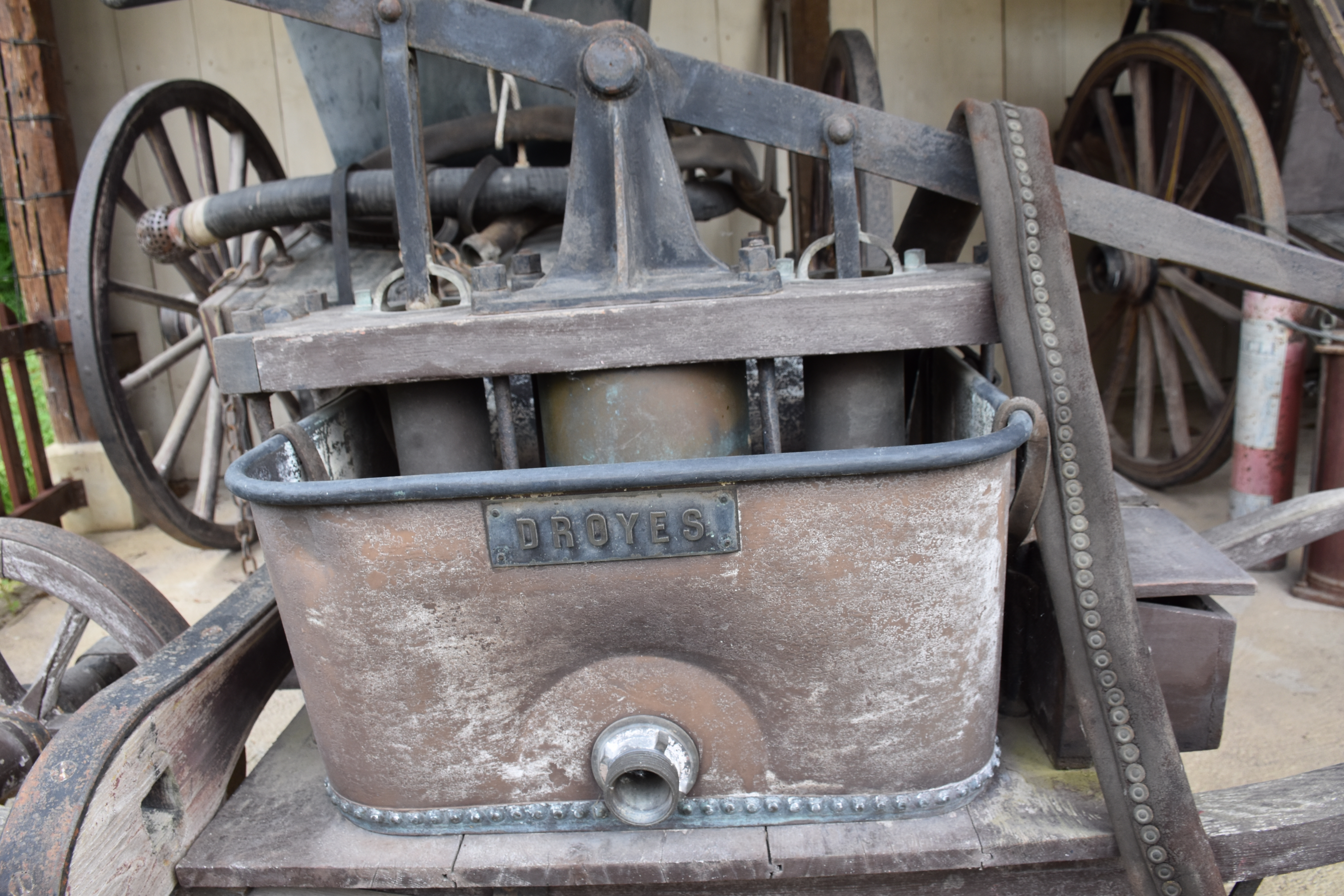
Ancienne pompe à incendie à Droyes